# Iraj Afshar

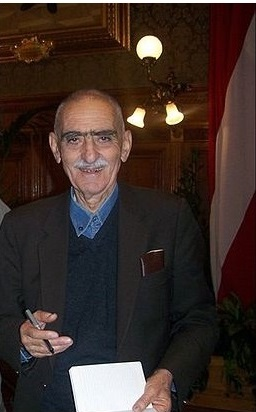
Iraj Afshar em Viena, 2007.

Iraj Afshar escutarⓘ(Teerã, 8 de outubro de 1925 - Teerã, 8 de março de 2011) foi um bibliógrafo e historiador iraniano, considerado um ícone na área de estudos persas.
Especialista em manuscritos persas modernos e medievais, lecionou na Universidade de Berna e era professor emérito da Universidade de Teerã.  Foi um dos fundadores da Iranian Society of Philosophy and Human Sciences, afiliada à UNESCO. Também era membro do conselho editorial da revista Iranian Studies, uma publicação da International Society for Iranian Studies. Trabalhou como editor do jornal de estudos iranianos Sokhan. Por 30 anos, foi editor da primeira revista de resenhas iraniana, Rāhnemā-ye Ketāb, criada em 1958 por Ehsan Yarshater (1920), atualmente professor emérito de estudos iranianos da Universidade Columbia. Depois da Revolução Islâmica  (1979), a revista teve que ser fechada, mas Iraj Afshar refundou-a sob o nome de Āyandeh, a mesma denominação do jornal literário criado por seu pai, Mahmoud Afshar, em  1925.
Foi também bibliógrafo chefe da área de livros persas da Universidade Harvard e  consultor da  Encyclopedia Iranica, projeto baseado em  Columbia e coordenado por seu velho amigo  Ehsan Yarshater. Escreveu vários livros sobre o Irã e sua história, incluindo Yazd Souvenirs, obra em três volumes que contém informações detalhadas sobre os monumentos das antigas cidades do sul do país. 
Em 2006,  recebeu o prêmio da International Society for Iranian Studies pelo conjunto de sua obra.
Ainda ativo aos 86 anos, trabalhava no segundo volume do seu travelogue sobre o Irã, quando adoeceu. O primeiro volume havia sido lançado com o título Jaunt to Motherland.
Iraj Afshar faleceu no dia  8 de março de 2011, em consequência de   infecção  contraída durante uma recente viagem aos Estados Unidos.